# Kitana
Kitana (* 1996 in Villach, bürgerlich Matea Tadic) ist eine österreichische Rapperin.

## Werdegang
Kitana, bürgerlich Matea Tadic, wurde 1996 in Villach geboren, wo sie auch aufwuchs, und hat bosnische Wurzeln. Ihre Eltern stammen aus Novi Travnik und flohen in den 1990er-Jahren aufgrund der Jugoslawienkriege. Im Elternhaus lief meist Balkan-Folk von Musikern wie Sinan Sakić, Lepa Brena oder Mile Kitić. Mit etwa 13 Jahren fing sie nach eigenen Angaben an, Gedichte zu schreiben. Über MTV-Videos und ältere Geschwister lernte sie die Rapper um Aggro Berlin wie Sido, Bushido und Fler kennen, die sie später durch eine schwierige Lebensphase begleiteten und schließlich zum Rappen inspirierten.
So fand sie um 2012 in ihrer Heimat ihre musikalischen Anfänge. Über SoundCloud veröffentlichte sie unter einem anderen Künstlernamen ihren mittlerweile nicht mehr abrufbaren ersten Track Tagträume. Mit einer finanziellen Belohnung ihrer Eltern für ein gutes Schulzeugnis richtete sie sich ein kleines Heimstudio ein. Nach einigen weiteren Veröffentlichungen wurden lokale Musiker auf sie aufmerksam. Ein besser vernetzter von ihnen wurde zu ihrem Mentor und erklärte ihr Songwriting und Toplining sowie die Anmeldung bei Verwertungsgesellschaften. Neben der Veröffentlichung eigener Tracks nahm sie sich vor, auch Teil der Songwriting-Szene zu werden. Nach Abschluss ihres Matura am CHS Villach arbeitete sie zwei Jahre lang im Villacher Bürgermeisterbüro.
In den frühen 2010er-Jahren begann sie an dem Videobattleturnier teilzunehmen. Ein Track aus 2014 unter dem Künstlernamen Queen mit 2kSpike als Featuregast ist weiterhin abrufbar. Als Queeen veröffentlichte zwischen 2015 und 2020 auch Singles. Für ihre Videos arbeitete sie später mit Mario Köstinger und Atsche zusammen, der anfangs für das Color Grading zuständig war. Er prägte ab 2017 als Rappartner auch ihren musikalischen Stil. Obwohl es damals noch verpönt gewesen sei, habe dieser habe mit Autotune gearbeitet, was zu einer Modernisierung ihrer eigenen Musik beigetragen habe.
Nachdem sie in Villach ein Jobangebot des Wiener Investmentbänkers Florian Koschat bekommen hatte, begann sie etwa zur gleichen Zeit in Wien zwei Jahre lang bis zu 80 Stunden pro Woche in der Finanzbranche in den Bereichen M&A und Corporate Finance zu arbeiten. Deswegen konnte sie zunächst keine weiteren Tracks veröffentlichen. Mit dem verdienten Geld habe sie sich eine Albumproduktion finanzieren wollen, weil ein Labelvertrag zu dieser Zeit noch unrealistisch gewesen sei. Über ihre Tätigkeit als eine der jüngsten Investmentbänkerinnen Österreichs führte sie auch ein Interview mit dem Kurier. Auch als ihr wieder genug Zeit zur Verfügung stand, ließ sie sich durch die neue Stadt von eigenen Veröffentlichungen abhalten. Als Songwriterin arbeitete sie jedoch weiterhin zusammen mit Kim Lamarin und Dykris an Tracks für den Balkanmarkt, darunter Kontra, Kukas, 99+ und Bebo. In dieser Funktion lebte sie auch ihre Vorliebe für Schlager aus, selber könne sie sich aber keine Schlagerkarriere vorstellen.
Erste größere Bekanntheit erlangte sie 2021 mit kurzen „Freestyles“ über klassische New Yorker Hip-Hop-Beats, etwa von D.I.T.C. oder Mobb Deep. Im August desselben Jahres erschien ihre selbstbetitelte Debütsingle als Kitana über die Universal-Tochter Mom I Made It. In ihrer ebenfalls 2021 erschienenen zweiten Single Grau outet sie sich als lesbisch. Außerdem wurde sie im selben Jahr mit dem Newcomer-Award des Hip-Hop-Magazins The Message ausgezeichnet.
Das Debütalbum Lorbeeren folgte im Oktober 2022. Die Texte darauf beziehen sich häufig auf ihr Leben und ihre Karriere. Zu den Themen gehören die Fluchtgeschichte ihrer Eltern, ihre Drogenvergangenheit, schlechte Bekanntenkreise, ihre Hassliebe zu Wien und existenzielle Krisen. The Message lobt die „Flows, Rhymes, Storytelling, Punchlines, Wortspiele und Vergleiche“ sowie ihre Stimme, den Einsatz dieser und die Adlibs. Ende des Jahres wurde sie im Rahmen der Hiphop.de-Awards in der Kategorie Beste*r Newcomer*in nominiert. 2023 veröffentlichte sie die Single Kitana Season, die wie ihr Debütalbum von Melik produziert wurde, auf der sie unter anderem den Rapper Yung Hurn kritisiert. 2025 veröffentlichte Kitana ihr zweites Album Fatality.
Aktuell lebt sie in Wien-Ottakring.

## Diskografie
- 2022: Lorbeeren (Mom I Made It / Universal)
- 2025: Fatality